# Piet Vrauwdeunt
Pieter Willem (Piet) Vrauwdeunt (Rotterdam, 1 januari 1944 – aldaar, 2 januari 1987) was een Nederlands voetballer, die als middenvelder speelde. Hij was de zoon van Manus Vrauwdeunt.
Vrauwdeunt begon zijn voetbalcarrière in de jeugd van Feyenoord. In het seizoen 1964/65 maakte hij zijn debuut in het eerste elftal van Feyenoord tijdens de competitiewedstrijd tegen Sittardia. Omdat Vrauwdeunt vooral als reservespeler werd gebruikt, verhuurde Feyenoord hem in het seizoen 1966/67 aan D.F.C. in de eerste divisie. Voor het seizoen 1969/70 haalde Feyenoord hem weer terug. Als reservespeler behoorde Vrauwdeunt tot de selectie voor het Europa Cuptoernooi 1969/70, maar hij kwam alleen in actie in de heenwedstrijd van de kwartfinale tegen Vorwärts Berlin: in de rust viel hij in voor Theo van Duivenbode. Feyenoord veroverde toen als eerste Nederlandse club de Europa Cup I, ten koste van Celtic.
Na dit seizoen ging Vrauwdeunt bij DWS spelen en daar sloot hij zijn loopbaan af.

## Carrièrestatistieken
| Seizoen         | Club            | Land            | Competitie      | Competitie | Competitie | Beker | Beker | Internationaal | Internationaal | Overig | Overig | Totaal | Totaal |
| Seizoen         | Club            | Land            | Competitie      | Wed.       | Dlp.       | Wed.  | Dlp.  | Wed.           | Dlp.           | Wed.   | Dlp.   | Wed.   | Dlp.   |
| --------------- | --------------- | --------------- | --------------- | ---------- | ---------- | ----- | ----- | -------------- | -------------- | ------ | ------ | ------ | ------ |
| 1964/65         | Feyenoord       | Nederland       | Eredivisie      | –          | –          | –     | 0     | –              | –              | 0      | 0      | –      | –      |
| 1965/66         | Feyenoord       | Nederland       | Eredivisie      | –          | –          | –     | 0     | 0              | 0              | 0      | 0      | –      | –      |
| 1966/67         | → D.F.C.        | Nederland       | Eerste divisie  | –          | 8          | 3     | 2     | –              | –              | 0      | 0      | –      | 10     |
| 1967/68         | → D.F.C.        | Nederland       | Eerste divisie  | –          | 2          | –     | 0     | –              | –              | 0      | 0      | –      | 2      |
| 1968/69         | → D.F.C.        | Nederland       | Eerste divisie  | 29         | 6          | 3     | 0     | –              | –              | 0      | 0      | 32     | 6      |
| 1969/70         | Feyenoord       | Nederland       | Eredivisie      | 8          | 3          | 1     | 0     | 1              | 0              | 0      | 0      | 10     | 3      |
| 1970/71         | DWS             | Nederland       | Eredivisie      | 27         | 2          | 2     | 0     | –              | –              | 0      | 0      | 29     | 2      |
| 1971/72         | DWS             | Nederland       | Eredivisie      | 28         | 6          | 2     | 0     | –              | –              | 0      | 0      | 30     | 6      |
| 1972/73         | FC Amsterdam    | Nederland       | Eredivisie      | –          | –          | –     | 0     | –              | –              | 0      | 0      | –      | –      |
| Carrière totaal | Carrière totaal | Carrière totaal | Carrière totaal | –          | –          | –     | 2     | 1              | 0              | 0      | 0      | –      | –      |

## Erelijst
Feyenoord
| Nationaal      |    |         |
| Landskampioen  | 1x | 1964/65 |
| Internationaal |    |         |
| Europacup I    | 1x | 1969/70 |